# Tubulophilinopsis gardineri
Tubulophilinopsis gardineri, là một loài sên biển, thuộc Lớp Chân bụng, động vật thân mềm thuộc họ Aglajidae. Nó có nguồn gốc từ khu vực Ấn Độ - Thái Bình Dương.

## Miêu tả
Tubulophilinopsis gardineri là một loài sên biển khá lớn, phát triển đến chiều dài tối đa khoảng 70 mm (3 in). Nó có một tấm che đầu rộng với một cái bướu to. Phần đầu phía sau nhọn, nó có thể gần như thẳng khi con vật di chuyển. Gai đầu được sử dụng để đào hang. Phía sau gai đầu là một tấm chắn cơ thể chứa tàn tích của một lớp vỏ mỏng và có hai thùy tròn ở phía sau. Ở hai bên của cơ thể là các phần phát triển bên được gọi là parapodia cong về phía giữa cơ thể. Màu sắc của loài sên biển này rất đặc biệt, có màu nâu sẫm hoặc đen, có các viền nhỏ, màu xanh sáng ở các lá chắn, thùy sau và phần chân. Đôi khi có một vài đường màu trắng hoặc vàng trên mặt lưng của cơ thể. Loài sên biển này có thể bị nhầm lẫn với loài Chelidonura có màu sắc rất giống nhau, nhưng có các thùy ở phía sau của tấm chắn cơ thể được kéo ra thành các đầu nhọn dài, bên trái luôn dài hơn bên phải. Một loài tương tự khác là Philinopsis speciosa, nhưng nó không có bướu đặc biệt trên đầu và có một phần mở rộng nhọn đáng chú ý ở phía sau của kính chắn đầu.

## Phân bố
Tubulophilinopsis gardineri có nguồn gốc ở vùng nước nông ở khu vực Ấn Độ - Thái Bình Dương, phạm vi của nó kéo dài từ Nam Phi và Tanzania, đến Nhật Bản và Fiji. Nó phân bố trên cát hoặc bùn ở phần chất nền của đại dương.

## Sinh thái
Tất cả các loài thuộc họ Aglajidae đều là những kẻ săn mồi, Tubulophilinopsis gardineri sống vào ban ngày và có thể ăn giun nhiều tơ cùng các loài sên biển khác. Nó có thể di chuyển khá nhanh, và có thể đi theo dấu vết nhầy do sên biển để lại, phát hiện con mồi nhờ các sợi lông cảm giác bên cạnh miệng của nó. Nó không có radula, nhưng có thể dùng miệng và hút con mồi, chính phần ruột này tạo thành bướu trên đầu khi rút lại.
Giống như các loài khác thuộc họ Aglajidae, loài sên biển này là loài lưỡng tính, hai cá thể đồng thời chuyển giao tinh trùng cho nhau. Các khối trứng chứa từ 5.000 đến 70.000 trứng thành từng sợi, tụ lại với nhau tạo thành một khối hình quả bóng được gắn chặt vào chất nền bằng một sợi nhầy. Trứng nở sau bốn đến mười ngày.